# Steinbruch Grandi

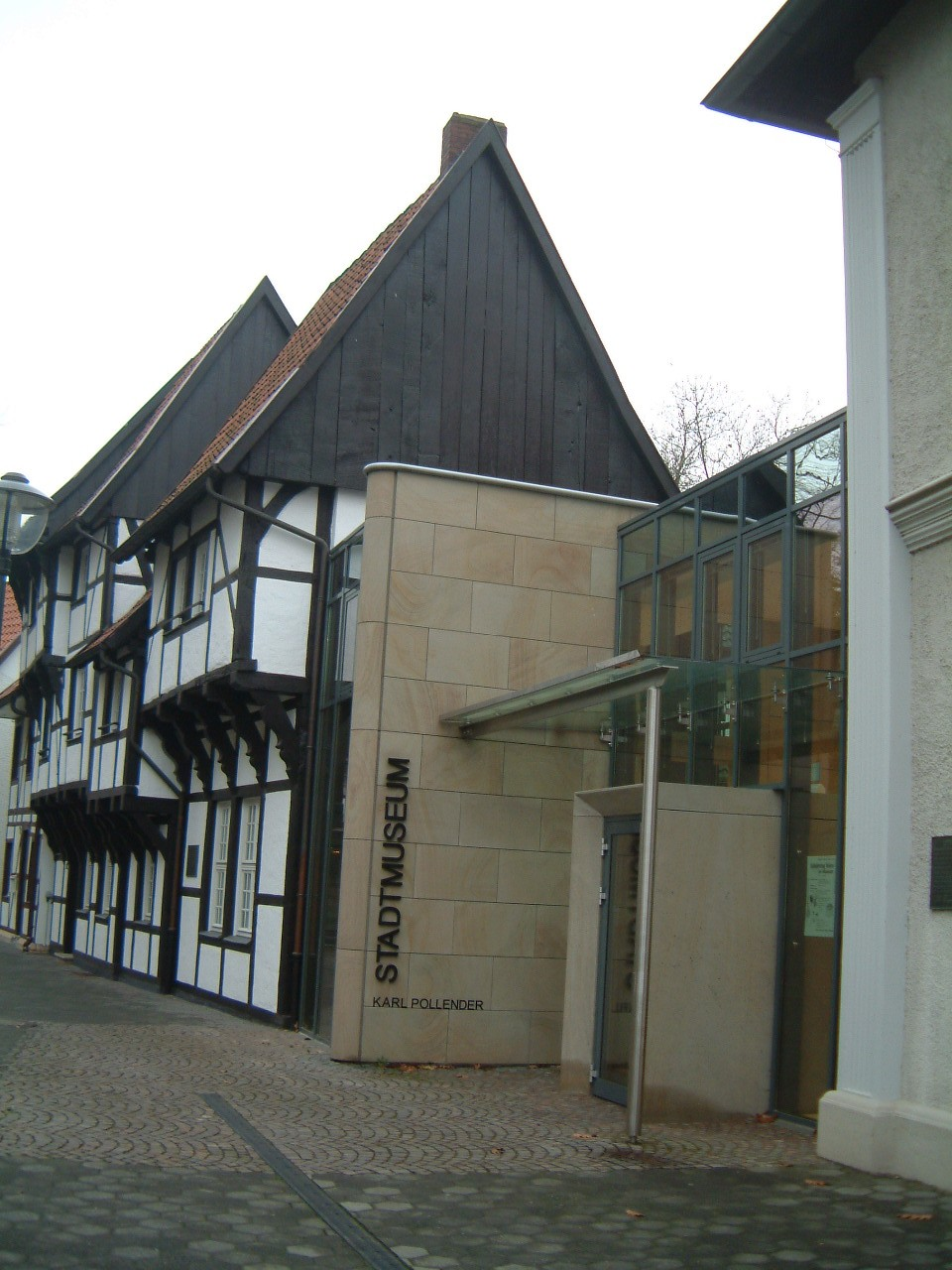
Sandstein am Stadtmuseum Werne

Der Steinbruch Grandi ist ein Steinbruch im Ardeygebirge in Herdecke an der Ruhr. Er gehört zu den letzten vier Steinbrüchen im Ruhrgebiet, in denen Ruhrsandstein gewonnen wird. 1900 betrug allein in Herdecke die Zahl der Steinbrüche 20, mit insgesamt etwa 300 Arbeitern. Verwendungszwecke sind Bodenbeläge, Abdeckplatten, Blockstufen, Treppenanlagen, Fensterbänke, Grabmale und Sonderanfertigungen, bis hin zur Verwendung bei Bachrenaturierungen. Beispiele sind die Fassade des Stadtmuseums Werne. Der Betrieb Grandi geht auf den Tunnelbauer Felice Grandi (geb. 1871) aus Italien zurück, der 1905 mit seiner Familie nach Herdecke gekommen war. Er pachtete den Steinbruch; 1945 erwarb die Familie den Steinbruch und bewirtschaftet ihn in vierter Generation.